# Moore Lookout Tower
La Moore Lookout Tower est une tour de guet du comté de Scott, dans le Mississippi, dans le sud des États-Unis. Protégée au sein de la forêt nationale de Bienville, cette structure haute d'environ 30,5 mètres a été érigée en 1940. Elle est inscrite au Registre national des lieux historiques depuis le 28 octobre 1999.